# Кристоф фон Хойм
Кристоф фон Хойм (на немски: Christoph von Hoym; * 1534 в Дройсиг; † 24 май 1604) е благородник от род Хойм, господар в Хойм, Дройсиг, Ермслебен, Вегелебен и други, княжески главен президент на Анхалт и камера съветник, наследствен кемерер на Княжество Халберщат. Той е собственик на замък „Конрадсбург“ при Ермслебен до Харц в Саксония-Анхалт.
Той е син на Хайнрих фон Хойм († сл. 1550) и съпругата Катарина фон Лайпциг. Внук е на Гебхард фон Хойм († сл. 1391).
Племенник е на Йохан фон Хойм († 1437), епископ на Халберщат (1420 – 1437), и Гебхард фон Хойм († 1484), епископ на Халберщат (1458 – 1479), които са братя на баща му.

## Фамилия
Кристоф фон Хойм се жени на 16 май 1563 г. във Фрозсдорф близо до Винер Нойщат за Елизабет фон Вертерн (* 15 януари 1547; † 1605), дъщеря на Кристоф фон Вертерн (1512 – 1566) и Анна фон Бранденщайн († 1571). Те имат шест сина:
- Зигфрид фон Хойм († 18 февруари 1633, Кведлинбург), женен за Катарина фон Врампен; имат пет деца
- Гебхард фон Хойм
- Албрехт фон Хойм
- Август фон Хойм, женен за Клара фон дер Шуленбург; имат шест деца
- Ханс Георге фон Хойм († 1625), женен за Анна София Баумс фон Айленбергк († сл. 1635), нямат деца
- Кристиан Юлиус фон Хойм (* 14 май 1586, Ермслебен; † 29 май 1656, Дройсиг), наследствен кемерер на Княжество Халберщат, женен 1617 г. във Валхаузен за Гизела фон дер Асебург (* 26 юли 1596, Шермке; † 9 февруари 1676, Дройсиг)